# لاک‌پشت نیشکر
لاک‌پشت نیشکر (نام علمی: Vijayachelys silvatica) نام یک گونه از تیره لاک‌پشت‌های برکه‌ای اوراسیا است.